# Peter Pan – Neue Abenteuer
Peter Pan – Neue Abenteuer ist eine französische 3D-Serie, die in den Jahren 2012–2016 produziert wurde. Sie gehört zu den vielen Adaptationen von Peter Pan, des bekanntesten Werkes des schottischen Autors J. M. Barrie und hatte ihre originale Erstausstrahlung am 22. Dezember 2012 auf France 3. In Deutschland fand die Erstausstrahlung der ersten Staffel vom 2. bis zum 28. Juni 2013 auf dem Kindersender KiKa statt und die der zweiten vom 26. Juli bis 20. August 2016, ebenfalls auf Kika. Seitdem laufen oft und regelmäßig Wiederholungen auf dem Sender, als auch wöchentlich im ZDF.

## Handlung
Abseits von der realen Welt, wo Menschen leben und im Alltag funktionieren, gibt es noch einen anderen Ort. Es ist ein ganz besonderer Ort, wo Feen, Trolle und andere magische Lebewesen zu Hause sind und Kinder bis in alle Ewigkeit ihren Spaß haben können, das ist Nimmerland. Nur wenigen Kindern des Planeten Erde ist es erlaubt, das Sternentor zu durchschreiten, diese Welt persönlich zu sehen und das dortige Leben mitzuerleben. Zu ihnen gehören die drei Geschwister Wendy, John und Michael Darling. Regelmäßig werden sie von Peter Pan abgeholt und reisen in die Phantasiewelt, wo sie vielerlei spannende Abenteuer erleben, Neues kennenlernen und mit dem bösen Piraten, Kapitän Hook, konfrontiert werden, dem größten Erzfeind Peters.

## Figuren

### Protagonisten
- Peter Pan – die Hauptfigur der Serie, ein Junge, der beschlossen hat, auf ewig ein Kind zu sein. Zu Hause ist er auf der Insel Nimmerland und wohnt zusammen mit den verlorenen Kindern im Phantasiebaum. Oft und regelmäßig reist er nach London und holt die drei Darling-Geschwister zu sich nach Nimmerland, wo sie zusammen viele Abenteuer erleben.

- Tinker Bell – eine kleine Fee mit rotbraunen Haaren, die Peters ständige Begleiterin ist. Mithilfe ihres magischen Feenstaubes ermöglicht sie den Menschen das Fliegen. Sie vergöttert Peter über alles und wünscht sich nichts sehnlicher, als ihn ganz für sich zu haben. Aus diesem Grund ist sie furchtbar eifersüchtig auf Wendy und würde sie sehr gerne loswerden.

- Die Darling-Kinder – drei Geschwister, die im 21. Jahrhundert in der realen Welt in London leben. Sie sind die Nachfahren der in Barries Werk präsentierten Wendy Darling, die zu Beginn des 20. Jahrhunderts einst mit Peter nach Nimmerland reiste (und die man am Ende der Folge Familienbande kurz auf einem Foto als junge Erwachsene zu sehen bekommt).
  - Wendy Darling – die Älteste der Geschwister. Sie steht Peter am nächsten von allen anderen Menschen, die er kennt. Zu Hause ist sie die Reifste und übernimmt oft die Rolle der Mutter.
  - John Darling – das mittlere Kind und der älteste Sohn. Er ist sehr belesen und hat immer das Große Buch von Nimmerland bei sich, das sein größter Ratgeber ist.
  - Michael Darling – der Jüngste in der Familie. Zu Beginn der Serie ist er sechs Jahre alt und sehr verspielt. Oft ist er unaufmerksam und naiv und handelt gewöhnlich unüberlegt, was für alle schlimme Konsequenzen haben kann. Trotzdem aber ist er den anderen genauso wichtig, wie sie ihm. Er weiß, dass er das Recht hat, Fehler zu machen, genauso wie seinen Spaß zu haben, wozu der perfekte Ort Nimmerland ist.

- Die verlorenen Kinder – sechs Kinder, die das Leben der realen Welt nicht kennen und mit Peter Pan in Nimmerland zu Hause sind, da sie, genauso wie er, beschlossen haben, niemals erwachsen zu werden. Ihr Anführer ist Peter, unter sich haben sie keinen Stellvertreter, der das Kommando übernehmen könnte.
  - Chubs – ein mittelgroßer dicker Junge. Er liebt es zu essen, als auch zu backen und sorgt dafür, einen stets gefüllten Bauch zu haben. Am liebsten verbringt er seine Zeit an der großen Maschine, die verschiedene Leckereien produziert.
  - Cynthia – ein großes blondes Mädchen mit leuchtend türkisfarbenen Augen. Sie hat eine mechanische Begabung und ist zudem sehr einfallsreich und erfinderisch. Sie beschäftigt sich viel mit der Konstruktion von Maschinen und dem Bearbeiten verschiedener Mixturen.
  - Meera – ein Mädchen indischer Herkunft. Vom Charakter her ist sie freundlich, ruhig und sehr verständlich. Sie kann sehr gut singen und pfeifen.
  - Stringbean – ein hoher, brünetter Junge. Er ist der Belesenste von allen und verfügt über den größten Wortschatz, wodurch er manchmal mit John konkurriert.
  - Maya – ein sehr sportliches, bewegliches Mädchen, das seine akrobatischen Kunststücke zum Spaß als auch zum Kampf mit den Piraten anwendet. Sie hat gebräunte Haut und rote lockige Haare.
  - Baby – ein kleiner blonder Junge mit großen kristallblauen Augen. In der Gruppe ist er der Jüngste und hat die besten Verhältnisse mit Michael. Er kann sehr gut mit der Schleuder umgehen, die seine beste Waffe ist.

### Antagonisten
- Käpt’n James Hook – der Hauptantagonist der Serie und Erzfeind Peter Pans. Er ist der Kopf der Piratenbande, die mit ihm auf dem Piratenschiff, der Jolly Roger, zu Hause sind. Er ist groß und schlank, hat dunkelbraune lockige Haare und trägt einen roten Anzug. Ihm fehlt seine rechte Hand, an deren Stelle er einen eisernen Haken hat und sich dadurch sogar eine große Hakensammlung zugelegt hat (darunter ist einer ein Geschenk vom Weihnachtsmann). Sein hauptsächliches Ziel ist, ein riesiges Vermögen zu ergattern, der mächtigste Alleinherrscher von ganz Nimmerland zu werden und Peter Pan zu besiegen.

- Smee – der Bootsmann auf der Jolly Roger und Käpt’n Hooks treuer und ergebener Diener, der ihm näher steht als alle anderen. Er ist relativ klein, breit, hat kleine runde mintgrüne Augen und rote Haare, die er meist mit einer Allongeperücke bedeckt. Er ist für seinen Kapitän da, um ihm mit Rat und Tat zur Seite zu stehen.

- Die Piraten – die treue Mannschaft Hooks, bestehend aus fünf Männern unterschiedlichen Alters.
  - Jaro – der älteste der Piratencrew, der bereits seit 60 Jahren auf hoher See ist. Er hat dunkle Haut, weiße Haare und ist sehr mickrig. Er verfügt über viel Wissen und ist begabt im Kreieren von Mixturen, die er in Form von Flüssigkeiten oder Pulver anwendet.
  - Jack Sorrow – ein mittelgroßer, schlanker Pirat, mit schwarzen Haaren und einem rosafarbenen Anzug. Er ist sehr eingebildet und behauptet in allem der begabteste zu sein. Zum Kämpfen dient ihm sein Degen als Waffe.
  - Asbjoern – ein großer Mann, normannischer Herkunft. Er hat einen kräftigen Körperbau, blonde Haare und trägt oft einen großen Wikingerhelm. Zum Kämpfen dient ihm ein großer Hammer als Waffe.
  - Dagan – ein junger Pirat, mittlerer Größe. Vom Aussehen ist er, trotz seiner großen Vorliebe zum Essen, ziemlich dünn, trägt einen großen Hut und eine Augenklappe. Sein Intellekt und Verstand befinden sich auf einem sehr niedrigen Niveau, weshalb es nichts schweres ist, ihn zu überlisten und ihm etwas aufzutragen, was er ohne weiteres ausführt. Zudem ist er sehr kindisch und verspielt.
  - Shaloon – ein großer Pirat reifen Alters, mit gebräunter Haut. Seine größte Stärke ist die Muskelkraft. Leider ist er aber ein großer Angsthase und fürchtet sich meist vor seinem eigenen Schatten, was alle seine starken Seiten übersteigt.

### Weitere Figuren
- Die Indianer – ein Stamm von Rothäuten, die sich in Nimmerland ihr kleines Dorf eingerichtet haben. Sie wohnen in Wigwams und veranstalten regelmäßig verschiedene Feste, wie Wettbewerbe oder Geburtstage.
  - Tigerlily – die Tochter des Häuptlings und eine gute Freundin von Peter und den anderen. Vom Aussehen hat sie einen langen Körperbau, gebräunte Haut, lange braune Haare und ist ein wenig im Gesicht bemalt. Sie kennt sich gut im Bogenschießen aus und ist außerdem Johns heimliches Liebesobjekt (siehe Folge: John, der Held).
  - Der Indianerhäuptling – der Schamane des Dorfes. Oft steht er Peter und seinen Freunden zur Seite und gibt ihnen Ratschläge, wie sie ihre Probleme lösen können. Vom Aussehen ist er groß und muskulöß, hat weiße Haare, ein teilweise bemaltes Gesicht und trägt Indianerschmuck.
  - Die Indianermutter – die Ehefrau des Häuptlings und Mutter von Tigerlily. Sie ist eine sehr ruhige und sympathische Person. Sie ist ein wenig größer als Lily, hat ebenso lange braune Haare und trägt ein starkes Make-Up. In der 2. Staffel hat sie einen größeren Auftritt.

- Die Meerjungfrauen – drei junge Damen mit Fischschwänzen, die in der Lagune Nimmerlands ihr Zuhause haben. Sie freunden sich mit niemand anderem an und verbringen ihre Zeit alleine. Das Wasser, in dem sie leben, ist verzaubert und schädlich für alle Lebewesen, die an Land oder in der Luft herrschen. Sie sorgen sich sehr um ihr Zuhause, haben aber den großen Wunsch über ganz Nimmerland die Kontrolle zu übernehmen.
  - Cleo – eine rothaarige Meerjungfrau, mit einem grünen Schwanz. Sie ist die aktivste von allen drein und hält sich ähnlich wie Chloe für die Besserwisserin und die beiden geraten häufig in Streit.
  - Chloe – die eitelste der Meerjungfrauen, die gerne ihre Zeit vorm Spiegel verbringt. Sie nutzt jede Gelegenheit, in der sie die Macht über alle Wesen Nimmerlands an sich reißen könnte und behauptet die einfallsreichste von allen zu sein. Sie hat dicke marine Haare und einen himbeerfarbenen Schwanz.
  - Zoe – die ruhigste und zurückhaltendste von den drein, die regelmäßig bei der Auseinandersetzung zwischen Cleo und Chloe Ordnung schaffen muss. Genau wie die anderen wünscht sie sich Herrscherin über ganz Nimmerland zu sein und hat kein schlechtes Gewissen, eine Geisel zu nehmen, der etwas zustoßen könnte. Viel wichtiger ist für sie aber die Lagune, ihr Zuhause, die sie verteidigt und jeglichen Helfern ihre Dankbarkeit äußert. Sie hat leicht gebräunte Haut und einen leuchtendtürkisen Fischschwanz.

- Die Sylphies – eine Gruppe lebendiger Blumen, die große Köpfe und Kragen in Form einer Blüte haben und Pollen von sich geben. Ihr Zuhause ist ein geheimer Garten. Sie hören gerne Musik und haben selten Besuch, denn andere gehen ungern zu ihnen, nur dann, wenn es nicht anders geht. Die Sylphies gehen ihren Gästen nämlich auf die Nerven, indem sie sie mit massenweise sinnlosen Fragen überschütten und es ihnen unmöglich machen, selbst zu Wort zu kommen. Sollte es aber doch jemandem gelingen, sie zu unterbrechen und schließlich so wie sie anzufangen, pausenlos zu sprechen, zeigen sie sich als machtlos und sorgen dafür, die andere Person loszuwerden, wie gewöhnlich umgekehrt.

- Das Sumpfmonster – eine große Kreatur weiblichen Geschlechts, die Ähnlichkeit mit einer Schlange und Eidechse hat und im Verwunschenen Sumpf wohnt. Sie mag es nicht, wenn fremde Wesen bei ihr eindringen, weil sie sofort Gefahr für ihr Territorium verspürt. Gewöhnlich verlässt sie den Ort nicht, wenn diese Notwendigkeit aber doch besteht, hat sie keinerlei Hemmungen dies zu tun.

- Die Chumbas – eine Gruppe kriegerischer Wesen, die so groß sind wie Liliputaner und in einem großen goldenen Tempel wohnen. Deren größter Schatz ist ein dickes lilafarbenes Ei, das sie bewahren. Jeder, der es hält, wird zu deren Herrscher und verfügt über die Macht, sie zu manipulieren und kontrollieren. Sie tragen lange Stäbe bei sich, die ihnen zum Kampf dienen und mit einem speziellen Spray gefüllt sind, das jeden lähmt und zur bewegungslosen Statue macht, der damit besprüht wird.

- Die wilden Melodien – Lebewesen, in Gestalt eines Klaviers, die sehr empfindlich auf Musik sind und allgemein auf Geräusche reagieren. Vom Verhalten ähneln sie den Wildpferden, denn genau wie bei diesen, bewegen sie sich in Form des Galoppierens und ziehen in einer Herde herum, um ruhige Orte an Land zu finden, wo sie sich vermehren. Die beste Weise mit denen zu sprechen und zu kommunizieren, ist auf denen zu spielen, so wie auf einem Klavier. Auch bestehen sie nicht aus Holz, wie richtige Musikinstrumente, sondern haben ein Fell, wie Pferde. Fast alle haben das Muster, wie eine Giraffe, außer einem, der ganz schwarz ist. Er ist ebenfalls der größte von allen und der Anführer. Wenn es jemandem gelingt, ihn zu beruhigen, hat dies Einfluss auf den Rest und alle Wilden Melodien folgen einem.

- Die sprechenden Bäume – große Eichen mit mächtigen Stämmen und Kronen. Sie besitzen ihr Stück Land, die sie als ihr privates Gebiet bezeichnen und fremde unerwünscht sind, selbst Peter Pan, der meint er könne überall hingehen, wo es ihm passt. Sie sind keine schlechten Wesen, halten sich aber an die Regeln, die festgelegt werden. Sie wünschen sich Frieden und sind überempfindlich auf Lärm und Berührung. Gewöhnlich verbringen sie die Zeit bei sich und verlassen ihr Zuhause nicht. Jedoch sind sie in der Lage zu laufen und wenn die Notwendigkeit kommt, den Ort zu wechseln, sind sie dazu imstande.

- Käpt’n Muscles – eine fiktive Gestalt, der Held eines Filmes, der in der realen Welt sehr populär ist. Genauso sind Peter und die anderen Kinder begeistert von ihm, mit denen er seinen Erzfeind teilt und in der 1. Staffel haben jeder einzeln eine Auseinandersetzung mit diesem. In der 2. Staffel besucht er Peter und diesmal bekämpfen sie zusammen Käpt’n Hook, einen weiteren gemeinsamen Erzfeind.

- Synapse – der Bösewicht aus einem Film, der in der realen Welt bekannt ist. Er ist eine fiktive Gestalt, doch aufgrund eines technischen Fehlers, kombiniert mit der Magie Nimmerlands, kommt es zu einem richtigen Treffen zwischen ihm und den Kindern.

- Amos – ein ehemaliger Freund Peters, der einst verloren ging. Er hat schwache Augen, die das Tageslicht nicht ertragen. Er kann überempfindlich reagieren und die anderen wissen lassen, dass er ihnen gegenüber viel Leid hat und Groll hegt. Gleichzeitig aber kann er deren Bedürfnisse genauso gut verstehen. Es ist wichtig für ihn, Nimmerland vor seiner Zerstörung zu schützen. Er mag es neue, fremde Orte kennenzulernen.

- Sienna – ein Mädchen, das erst in der 2. Staffel auftaucht. Sie war einst ein verlorenes Kind und gehörte zu Peters Bande. Schließlich hat sie sie aber verlassen, wurde selbstständig und handelt seitdem als Einzelgängerin. Sie ist bekannt als Diebin und interessiert sich für verschiedene wertvolle Gegenstände oder magische, die einem Kräfte verleihen können, als auch die vorzüglichen Leckereien von Smee, die sie ihm immer wieder heimlich stibitzt. Sie ist körperlich sehr gewandt und vergleicht sich mit dem Wind, der ihr Element ist. Sie sucht auch nach Möglichkeiten, wie sie mächtig werden könnte und somit die Herrscherin über ganz Nimmerland erlangt, was ihr jedoch jedes Mal misslingt.

## Episoden

### Staffel 1
1.01. (01) Hausputz (originaler Titel: Remue Ménage) 

Kinder sorgen selten für Ordnung in ihrem Zimmer. So ist es auch bei den beiden Darlingbrüdern, die schließlich von ihrer Mutter dazu gezwungen werden. Wendy soll ihnen dabei als die ältere Schwester mit gutem Beispiel vorangehen. Alle beginnen mit der unangenehmen Arbeit und sind bald in mieser Stimmung, bis Peter Pan ins Kinderzimmer geflogen kommt. Natürlich hat er ein Mittel dagegen. Nämlich alle nach Nimmerland einzuladen!
1.02. (02) Peter Pans Geburtstag (L'Anniversaire de Peter Pan) 

Michael hat bald Geburtstag und eine große Party mit Geschenken steht bevor. Peter aber hat in diesem Fall eine andere Meinung, da Geburtstage bedeuten, dass man immer älter wird und so wie dabei die Zeit vergeht, ist man schließlich erwachsen. Er selber feiert seinen daher nie und in Nimmerland sind Geburtstage allgemein nicht erwünscht. Da kommt Wendy eine Idee, wie sie ihn umstimmen kann ...
1.03. (03) Michaels Alptraum (Le Cauchemar de Michael) 

Schon seit einiger Zeit hat Michael ständig Alpträume und ihm ist nicht wohl, wenn er abends schlafen geht. Peter möchte ihn daher mit einem Ausflug nach Nimmerland auf andere Gedanken bringen. Im Phantasiebaum angekommen, müssen alle feststellen, dass ihre Freunde, als auch die Feinde spurlos verschwunden sind. Somit begeben sie sich auf die Suche. Bald wissen Peter und die anderen, wo sie Erfolg haben werden, doch leider muss Michael feststellen, dass er nun die ihn plagenden Träume in Wirklichkeit erleben muss. Der Alptraum wird wahr! ...
1.04. (04) Gefährliche Wünsche (La Grande Bouderie) 

Etwas, das herumtobenden, unaufmerksamen Kindern regelmäßig passiert, ist, dass sie regelmäßig etwas kaputt machen. So ist es auch diesmal bei Michael, dessentwegen Wendy nichts mehr mit ihrem brandneuen Handy anfangen kann. Michael fühlt sich gekränkt, weil sich zu Hause alle nur bei ihm beschweren, was in Nimmerland auch nicht anders ist, so dass er kurzerhand beschließt abzuhauen. Ähnlich geht es Smee, bei dem sein Kapitän über jede von ihm ausgeführte Kleinigkeit unzufrieden ist. Somit hat der Bootsmann sein Piratenleben satt und verlässt die ganze Mannschaft. So trifft er bald im Wald auf Michael und da die beiden nun vieles gemeinsam haben, beschließen sie, zusammen weiter zu gehen ...
1.05. (05) Die Krankheit Erwachsenung (Lost Crochet) 

Seit kurzem benimmt sich Wendy sehr merkwürdig. Sie ist melancholisch und nichts mehr scheint ihr Spaß zu machen. Peter und die anderen versuchen alles, um sie wieder aufzumuntern, nur leider haben sie keinen Erfolg. Zufällig hat Hook in derselben Zeit einen Unfall, worauf er furchtbar ängstlich wird, denn alles scheint ihm fremd zu sein. Was er braucht ist Hilfe und Unterstützung, genauso wie Peter Pan ...
1.06. (06) John, der Held (Le Secret Du Long John Pepper) 

In Nimmerland veranstalten die Indianer einen großen Wettbewerb mit lauter Spielen, wo jeder seine körperlichen Kräfte messen kann. John tut alles, um die Indianertochter Tigerlily beeindrucken zu können, was jedoch nur nach hinten losgeht. Unzufrieden verlässt er das Dorf und beschließt, etwas neues zu tun, was sich noch nie zuvor jemand gewagt hat, nämlich im verwunschenen Sumpf eine dort versteckte magische Waffe zu finden. Bald stellt sich heraus, dass die Piraten alle vorhaben sich dorthin zu begeben und mit einer Geisel, Peter Pan anzulocken, damit ihn das dort herrschende Sumpfmonster verschlingt ...
1.07. (07) Krakenangriff (Un Duo d'Enfer) 

Nach dem letzten Schultag ist Wendy sehr unzufrieden und sauer, weil sie von einer Freundin im Stich gelassen wurde. Nun will sie mit niemandem mehr etwas zu tun haben, nicht einmal in Nimmerland. Inzwischen haben es die Kinder geschafft, Hook und die Piraten zu ärgern. Nun wollen sie zur Jolly Roger, um nachzusehen, wie es weitergeht ...
1.08. (08) Die Zauberfeder (Un Duo d'Enfer) 

Zu Hause hat John Probleme, weil er am nächsten Tag ein Referat halten soll. Der schnellste Ausweg wäre, ein plagiiertes vorzubereiten. So kann er ohne Stress und Last den Ausflug nach Nimmerland unternehmen. Bei Peter und den verlorenen Kindern wollen alle eine von Wendys Geschichten hören, woran ihre Brüder jedoch nicht interessiert sind und lieber auf Erkundungs- und Entdeckungstour gehen. So kommen sie bald an einen ihnen bisher unbekannten Ort und finden eine magische Feder, die alles in Wirklichkeit erscheinen lassen kann, wenn man es mit ihr ins Große Buch von Nimmerland malt oder schreibt ...
1.09. (09) Gefahr für Nimmerland (Le Grand Danger) 

Die Darling Kinder sollen ihre alten Spielsachen weggeben, die sie nicht mehr brauchen. Alle fordern von Michael, seinen Teddybären Nono zu verschenken, der es leider nicht schafft seinen eigenen Willen durchzusetzen und einwilligen muss. In Nimmerland plagen ihn weiterhin die Gedanken über diesen Verlust, so dass der Schmerz bald unerträglich wird und anfängt nicht nur auf den Träger, sondern auch auf seine Umgebung Einfluss zu haben ...
1.10. (10) Der geheime Garten (Le Jardin Secret) 

Wendy nervt es, dass sie ständig von ihren Brüdern belästigt wird und nie die Gelegenheit kriegt, ein wenig Ruhe und Zeit für sich selbst zu haben. In Nimmerland fährt das Problem nur fort und zwar nicht nur bei ihr, denn genauso geht es Käpt’n Hook. Jeder von ihnen sehnt sich nach mehr Ruhe und schon bald glauben sie beide, den idealen Ort gefunden zu haben ...
1.11. (11) Schatzsuche (Le Chasse Au Trésor) 

Bei den Darlings erwarten alle von John, seinen Besitz mit Michael zu teilen, da er sein kleiner Bruder ist und dies unter Geschwistern üblich ist. Später in Nimmerland passiert dasselbe, nachdem er von den Schatzsuchern derjenige ist, der die Schokotaler findet. Unzufrieden, immer alles weggeben zu müssen, nimmt er seinen „Schatz“ und läuft davon, um ihn zu verstecken. Bald finden die Piraten diesen Besitz und sind überglücklich nun furchtbar reich zu sein ...
1.12. (12) Retter John (Manipulations) 

Die Piratenbande begibt sich auf Schatzsuche und findet tatsächlich ein geheimes Versteck, in dem sich eine verborgene Truhe befindet. Dabei ist das in ihr verborgene viel mächtiger (aber auf keinen Fall wertvoller) als Gold ...
1.13. (13) El Hookato (El Corcheto) 

Zu Hause nervt Michael seine Geschwister, indem er mit seiner Heldentat herum prahlt, die er an dem Tag in der Schule vollbracht hat. In Nimmerland ist Peter der geschätzte und von allen geehrte Held, was er gleich nach der Ankunft mit den Darlings bei einer Konfrontation mit Hook ein weiteres Mal unter Beweis stellen kann. Der Kapitän hat es satt, immer derjenige zu sein, der in die Flucht geschlagen wird und Peter Pan somit Ruhm verschafft. Kurzerhand beschließt er sich eine neue Identität zu schaffen und lässt einen bisher unbekannten geheimnisvollen Superhelden in Nimmerland erscheinen ...
1.14. (14) Peters Entscheidung (Le Choix de Peter) 

In London beginnt bald wieder das Schuljahr und Wendy kann sich nicht entscheiden, welche Wahlfächer sie nehmen soll. Peter selber ist froh, dass er nicht zur Schule geht und immer ein Kind bleibt, denn so braucht er auch keinerlei Entscheidungen zu treffen. Dasselbe wiederholt er darauf zurück in Nimmerland und Hook, der dies mitkriegt, ist nun bereit, einen Plan auszuhecken, wie er den Jungen dazu zwingen kann, sich doch entscheiden zu müssen ...
1.15. (15) Der Tempel der Chumbas (Le Temple Des Chumbas) 

Da John der ältere Bruder ist, wird von Michael erwartet, sich an ihm ein Beispiel zu nehmen. Den Kleinen nervt es, dass er nicht selber entscheiden darf und sogar in Nimmerland alle John bewundern und loben. Kurzerhand verlässt Michael die anderen und will selber etwas unternehmen. Somit schafft er es, eine neue Entdeckung zu machen ...
1.16. (16) Der Schattendieb (Le Tvoleur D'Ombre) 

Bei einer Erkundungstour, um die Insel besser kennenzulernen, finden die Piraten alte Fässer eines verlassenen Piratenschiffes. Das bringt Hook auf die Idee, mit ihnen den Wald zu verqualmen und somit Peter und seine Freunde bei der Flucht gefangen zu nehmen. Leider weiß Hook nicht, dass er bei seiner Besichtigung einen fremden Jungen auf Peter Pan aufmerksam gemacht hat, der genauso rachsüchtig ist, wie der Kapitän selbst, da er wegen seines damaligen Freundes sehr beschränkt ist und bei Tageslicht nicht mehr ins Freie kann. Er schafft es geschickt, das ewige Kind zu überlisten und alle seine Kräfte zu übernehmen, so dass Peter machtlos Hook gegenübertreten muss, jedoch somit seinen Mut und seine Tapferkeit unter Beweis stellt und der Fremde davon so beeindruckt ist, dass er seinen großen Fehler einsieht und mithilft den Wald und ganz Nimmerland vor dem Rauch und seinen giftigen Abgasen zu retten. Die beiden Jungs vertragen sich wieder und nehmen mit den besten Wünschen für den jeweils anderen Abschied voneinander.
1.17. (17) Familienbande (Le Voleur D'Ombre) 

Der erfinderische Jaro plant eine neue Mixtur zu kreieren, wozu er den Feenstaub von Tinker Bell benötigt. Bei einem Angriff der Kinder auf die Jolly Roger schafft er es, die Fee anzulocken und beraubt sie des gesamten Staubes. Leider kostet sie das viel Energie, so dass Peter schnell handeln muss, damit die Kleine Chancen hat zu überleben ...
1.18. (18) Ein seltsamer Held (Origines) 

Aus der realen Welt dürfen nur Kinder Nimmerland besuchen. Leider geschieht diesmal beim Start der Darlings nach Nimmerland ein kleines Missgeschick, so dass ihr erwachsener Nachbar den magischen Feenstaub von Tinker Bell abbekommt und somit den anderen folgt. Peter ist darüber alles andere als zufrieden, da es mit Erwachsenen in Nimmerland ein schlimmes Ende nimmt. Vor allem mit unreifen, kindischen Erwachsenen ...
1.19. (19) Die Urquelle (Seuls) 

Die Quelle, die den Ursprung des gesamten Wassers in ganz Nimmerland darstellt, ist kurz davor auszutrocknen. Der Häuptling erklärt Peter, wie man alle Einwohner vor diesem Unheil bewahren kann, so dass er sich sofort mit Tinker Bell, Wendy und Tigerlily auf den Weg macht. Inzwischen wollen die verlorenen Kinder unter sich einen Anführer ausmachen, doch es ist leider unmöglich, da jeder nur für sich selbst abstimmen will, doch nach einem siegreichen Kampf über die Piraten sehen sie ein, dass jeder seine starken Seiten hat und sie nur durch Teamwork erfolgreich waren. Am Ende treffen sich die beiden Gruppen und jeder hat sich versprochen, den Mitgliedern aus der anderen Gruppe nichts von seinen Erlebnissen zu erzählen. Nur später erzählt Wendy zurück zu Hause ihren Brüdern, was ihr passiert war, da die beiden gerade die Windpocken überstanden haben und deshalb diesmal nicht mit nach Nimmerland kommen konnten.
1.20. (20) Wilde Melodien (Les Melodies Sauvages) 

In London steht John kurz vor einem Talentwettbewerb für junge Musiker und übt deshalb fleißig auf seinem Keyboard. Die anderen sind nicht begeistert, da er immer wieder Fehler macht. Zufällig befinden sich zur gleichen Zeit lebende Klavierinstrumente in Nimmerland, die wie eine Herde von Pferden umherziehen. Es würde John sehr gut tun, mit ihnen Bekanntschaft zu schließen ...
1.21. (21) Kinozauber (La Magie Du Cinéma) 

Die Darlings haben sich schon öfters einen Film angesehen, in dem ein typischer Held mit Superkräften, Käpt’n Muscles, einen Bösewicht namens Synapse an der Welteroberung hindert. Dazu haben sie eine Leinwand und einen Projektor in ihrem Kinderzimmer aufgestellt, wodurch der Film abgespielt wird. Peter weiß zwar nicht, was ein Film ist, doch ihm gefällt diese geniale Erfindung, so dass alle beschließen, das auch den verlorenen Kindern zu zeigen. Bei der Aufführung kommt es jedoch zu einem Kurzschluss, so dass sich der böse Synapse aus dem Film befreit und nun vorhat Nimmerland zu erobern. Er beginnt damit, dass er Hook von seinem Schiff wirft und die Kontrolle über die Mannschaft übernimmt. Das einzige, was Hook darauf übrig bleibt, ist, sich mit Peter Pan zu verbünden, mit dem er sich nun einen neuen Gegner teilt ...
1.22. (22) Fantasiebaum in Gefahr (Und Longue Journee) 

Die Piraten haben eine neue Waffe, nämlich eine viel größere Kanone, die alles bisherige übertrifft. Zur selben Zeit sind die Darlings nach Nimmerland eingeladen, um dort zu übernachten, was Tinker Bell zu verhindern versucht, mit dem Argument, es wäre für sie zu gefährlich wegen der neuen Waffe Hooks. Leider misslingt ihr Vorhaben wie gewöhnlich und Peter macht sich mit ihr auf um die Darlings zu holen. Zurück in Nimmerland beginnen sie mit dem geplanten Angriff auf die Piraten, um sie schließlich mit einem Feuerwerk zu überraschen. Hook ist furchtbar unzufrieden und beschließt, die Kinder mit seiner neuen Waffe anzugreifen. Darauf müssen alle erfahren, was für eine Macht in der neuen Kanone steckt, nämlich, dass sie mit nur einem Schuss einen ganzen riesigen Baum niederreißen kann ...
1.23. (23) Hook will Weihnachten verhindern, Teil 1 (Comment Crochet Pirata Noel (1)) 

Es ist Weihnachten und die Darlings erfreuen sich mit dem Schmücken des Weihnachtsbaumes. In Nimmerland dürfen alle den Weihnachtsmann persönlich kennenlernen und sogar mit ihm einen Ausflug machen. Hook ist unzufrieden, dass Kinder jedes Jahr Geschenke kriegen und plant dieses Fest ein für alle mal zu ruinieren ...
1.24. (24) Hook will Weihnachten verhindern, Teil 2 (Comment Crochet Pirata Noel (2)) 

Peter und seine Freunde dürfen in die Werkstatt des Weihnachtsmannes mitkommen und mit einer List hat es Hook geschafft, sich mit seiner Mannschaft im Schlitten zu verstecken. Er hat vor die ganze Werkstatt zu zerstören und somit auch das gesamte große Weihnachtsfest ...
1.25. (25) Die vierfache Tinker Bell (Marche À Londres) 

In Wendys Zimmer findet Tinker Bell eine Tasse Kaffee. Wendy sagt, dass er ihr selber nicht gut tut, was also bedeutet, dass es für die winzige Fee erst recht schädlich sein wird. Unzufrieden als solche bezeichnet zu werden, beschließt Tink kurzerhand allen ihre Ausdauer zu beweisen und nimmt gleich einen großen Schluck. Leider passiert darauf das, was man befürchten konnte und es entwickelt sich sogleich ein kleines, jedoch vierfaches Problem ...
1.26. (26) Das Bösartigkeitspulver (Déréglement Climatique) 

In London zeigt sich die Klimaveränderung, denn es kommt Schnee im Mai. Michael ist deshalb unzufrieden, da aufgrund dessen ein Schulausflug abgesagt wurde. In Nimmerland ist es sofort angenehmer, wegen des ewigen Frühlings. Zudem bekommen alle Besuch. In derselben Zeit hat Jaro ein magisches Pulver entwickelt, das jeden, der damit bestreut wird, böse und aggressiv macht. Natürlich wollen die Piraten es auf Peter Pan schütteln, damit dieser die ganze Welt gegen sich hat und sie mit seinen Kräften zerstören soll. Jaro wagt es den Jungen anzugreifen, während er von seinen vielen Freunden umgeben ist ...

### Staffel 2
2.01. (27) Der magische Sextant (Sans retour) 

Eine tolle Entwicklung in der Technik für die Kinder sind Videospiele und somit alle möglichen Geräte, auf denen man sie ausstrahlen kann. Wie selten jemand, kann Michael seinem Game Boy nicht widerstehen, da er sich in das Spiel vertieft hat und leider die anderen belastet. Diesmal sind es Peter und John, die sehen, dass er während der kurzen Reise nach Nimmerland gar nicht auf seine Umgebung achtet. Wendy und Tinker Bell hatten dies nicht bemerkt und sind deshalb vorgeflogen, um im Phantasiebaum auf die Jungs zu warten. Leider aber müssen sie lange warten, denn der Durchgang im Sternentor wurde versperrt. Tink ist davon am meisten betroffen, denn das größte Unglück ist ihr somit widerfahren – Peter sitzt in einer anderen Welt fest und ist von ihr getrennt und an seiner Stelle befindet sich Wendy bei ihr in Nimmerland, ohne Möglichkeit es zu verlassen. Sofort eilen die beiden zu den Indianern und erfahren die Ursache, nämlich ein weiteres Missgeschick von Captain Hook ...
2.02. (28) Im Körper eines Piraten (La vie de pirate) 

Bei den verlorenen Kindern haben die Wildschweine ihren Freizeitpark verwüstet. Alle müssen dafür sorgen, sie endgültig zu verjagen und im Wald machen sie eine unangenehme Begegnung mit den Piraten und das ausgerechnet an einem Ort, wo gefährliche Saugpflanzen wachsen ...
2.03. (29) Schlechte Scherze (La voix au chapitre) 

Alle haben Michael satt, dass er ständig Unsinn redet und damit Unfälle verursacht, so dass ihm schließlich bei einer wirklichen unangenehmen Situation, wo er versucht seine Freunde zu warnen, niemand mehr Glauben schenkt und es passiert dasselbe, wie beim bekannten Hirtenjungen. Sienna, eine frühere Bekannte von Peter und den verlorenen Kindern, schafft es somit problemlos an das Große Buch zu kommen. Da es sich dabei um einen weiteren Versuch Hooks handelt, von dem sie geschickt wurde, die Macht über ganz Nimmerland zu übernehmen, entwickeln sich letztendlich Michaels alberne Scherze zu einer ernsten Notlage ...
2.04. (30) Immer auf die Kleinen (La fée Wendette) 

Tinker Bell erhält eine Nachricht von ihren Patinnen, dass ihre magische Quelle in Gefahr ist. Wie es Michael seit einiger Zeit zu Hause hat, will auch ihr niemand zuhören, so dass sie die anderen dazu zwingen muss. Wieder kooperiert Sienna mit Hook, der vorhat, durch das Wasser magische Kräfte zu kriegen ...
2.05. (31) Eierdiebe (Grosse bête et compagnie) 

Wendy beschwert sich, wie unselbstständig ihre Brüder sind, denn immer muss sie deren Arbeit tun, doch sie kriegen den Lob. In Nimmerland werden sie von Chubs zu einem Backwettbewerb herausgefordert. Diesmal ist Wendy nicht bereit, mit ihren Brüdern zusammenzuarbeiten, sie müssen einzelne Teams bilden. Die Brüder möchten allen beweisen, dass sie doch sehr selbstständig sein können. Somit beschließen sie, etwas außergewöhnliches zu produzieren und sich davor zusätzlich einer Gefahr aussetzen, um die besondere und bedeutendste Zutat dafür zu besorgen, nämlich das Ei des Sumpfmonsters ...
2.06. (32) Gefährliches Lagunenwasser (Le copieur) 

John beschwert sich bei Michael, dass dieser ihm ständig alles nachmacht und somit alles ruiniert. Traurig verlässt Michael seine Freunde und kommt schließlich zur Lagune der Meerjungfrauen, die sofort bereit sind seine Laune auszunutzen. Sie fordern ihn auf etwas anderes zu tun, was sein großer Bruder niemals machen würde, nämlich von ihrem verfluchten Wasser zu trinken, dass auf alle Wesen, die nicht im Wasser leben, eine schlimme Auswirkung hat. Peter, Hook, der Häuptling und alle ihre Verbündete werden somit bald in das Problem mit hineingezogen ...
2.07. (33) Gold, Gold, Gold (Le rêve doré) 

Bei Gruppenspielen wird John ständig als letzter ausgewählt, sowohl zu Hause als auch in Nimmerland. Unzufrieden damit, ständig so schwach zu sein, beschließt er etwas dagegen zu tun. Beim gefährlichen Baum des Raunens (Folge: Gefährliche Wünsche), der immer Nebenwirkungen hat, wünscht er sich körperlich stark zu sein, muss aber leider gleichzeitig mit seinem Verstand dafür zahlen. Bald begegnet er den Piraten, die ihn aufgrund seiner physischen Kräfte nicht zu fassen kriegen können. Doch mit der großen Dummheit ist es genauso leicht, den Jungen auf seine Seite zu kriegen und in zu manipulieren ...
2.08. (34) Das Metronomikon (Le sens du devoir) 

Peter und seine Freunde wollen Hook mit einem Geburtstagsgeschenk überraschen. Nämlich einer Holzstatue des Captains, gefüllt mit unangenehmem Juckpulver. Peter zieht los, um alles notwendige zu besorgen. Dabei stößt er auf eine neue, ihm bisher unbekannte Pflanze und darauf zufällig auch auf die Piraten, wobei Smee sich unbewaffnet hinter einer solchen Pflanze versteckt. Ohne es vorgehabt zu haben, geht somit Peter Pan auf seine Seite und beginnt, ohne sich seines Handelns bewusst zu sein, die Befehle des Pflanzenträgers auszuführen. Tinker Bell ist entsetzt und braucht Hilfe von den anderen, denn Peter hat strikt die Anweisung gekriegt, auf niemanden zu hören, besonders nicht auf seine wahren Verbündeten. Die Freunde wissen sich gar keinen Rat, bis der bis dahin ideenlose John vorschlägt, den Kapitän mit dem von ihnen gefertigten Geschenk zu überwältigen und zwar so, wie es die Trojaner mit ihrem Holzpferd einst taten ...
2.09. (35) Unheilvoller Übermut (On a cassé Neverland) 

In der letzten Zeit handelt Michael immer sehr leichtsinnig, was zu einer Katastrophe führen kann. So ist es auch bei seinem nächsten Besuch in Nimmerland, wo er sein Können unter Beweis stellen will, indem er einem Indianer beim Brauen seines Trankes hilft. Leider befolgt er dabei die Anweisungen gar nicht und schüttelt alle möglichen Zutaten in den Kessel. Dies lässt den Trank überkochen und es entsteht ein großer Riss im Berg, der anfängt sich nur zu vergrößern. Zudem beginnt das Wetter verrückt zu spielen und ein starker Wind lässt das Große Buch wegwehen ...
2.10. (36) Vorsicht, Kamera! (Photo souvenir) 

In der Schule will Michael bei einem Fotowettbewerb teilnehmen und beschließt deshalb seinen Fotoapparat nach Nimmerland mitzunehmen. Statt der digitalen Kamera, wo nach der Rückkehr in die reale Welt alle Fotos verschwunden waren (Folge: Der Schattendieb), ist es die Sofortbild-Kamera, um alles sofort erscheinen zu lassen. Trotz der Warnung seiner Geschwister, dass meistens die Geräte von zu Hause in Peters Welt nur Schaden gebracht haben, ist er entschlossen, seinen Plan durchzuführen und beginnt kurz nach seiner Ankunft, alles Mögliche zu fotografieren. Leider ist er damit so beschäftigt, eine Vielfalt an Fotografien zu machen, dass ihm dabei gar nicht auffällt, dass alles, was er verewigen will, verschwindet, um darauf im Foto wieder zu erscheinen, ohne Möglichkeit, durch Geräusche mit der Außenwelt zu kommunizieren. Dieses Unglück merkt Michael leider erst nach dem Ausführen der Idee, seine Freunde zu überraschen und ihnen ein tolles Foto von sich zu präsentieren ...
2.11. (37) Wenn Helden streiten (Comme un chef) 

In London ist vor kurzem die Fortsetzung des Captain Muscles erschienen. Peter und die verlorenen Kinder freuen sich riesig auf den Film und selbst die Darlings kennen ihn noch nicht. Leider kommt er zu demselben Unglück, wie beim letzten Mal (Folge: Kinozauber) und diesmal steigt statt des Bösewichts, der Held Captain Muscles aus dem Film. Doch mit ihm fliegt eine Phiole des bösen Synapse hinaus, die Sienna direkt am Kopf trifft und somit ihre Größe als auch ihre Wut steigen lässt und sie zur Gefahr für Nimmerland macht. Peter und Muscles sind jeder der Meinung, dass es seine Aufgabe sei, Sienna aufzuhalten und alle zu retten, so dass es leider zur Auseinandersetzung zwischen den beiden kommt ...
2.12. (38) Der Stein der Zwietracht (La pierre de la discorde) 

Im Darling-Kinderzimmer herrscht ständig Streit, denn die drei Geschwister können sich in gar nichts einig werden. In Nimmerland zeigt Lily ihnen einen magischen Stein, der einem jeden, der ihm seine Beschwernisse äußert, seinen Zorn in sich aufnimmt. Leider haben die Darlings so viel zu sagen, dass dies beginnt ein wenig zu dauern, bis schließlich Hook auftaucht und mit seinen Piraten einen Kampf beginnt. Dabei wird auch der Stein beschädigt und das gerade, wo Peter neben ihm steht, so dass die gesamte Zwietracht aus ihm befreit wird und sich auf dieselbe Weise in Peters Körper wieder sammelt ...
2.13. (39) Der Große Chumbalaya (Le grand Chumbalaya) 

Nachdem Peter mit den Darlings in Nimmerland ankommt, kann er die verlorenen Kinder nicht mehr wieder finden. Darauf müssen sie feststellen, dass es sowohl im Indianerdorf als auch auf der Jolly Roger genauso leer ist, wie bei Peter zu Hause. Die einzigen Bewegungen und Geräusche gibt es nur noch am Tempel der Chumbas ...
2.14. (40) Der Unsichtbarkeitshaken (Un incroyable talent) 

Zu Hause können Wendy und Michael mit ihren Talenten prahlen. Anders jedoch ist es bei John, der meint, keinerlei Begabungen zu haben. Genauso ist es darauf in Nimmerland bei den verlorenen Kindern, so dass John beschließt wegzugehen. Im Wald trifft er auf Sienna, die dabei ist, die Hakensammlung Hooks zu durchsuchen, die sie ihm gerade geklaut hat, in der Hoffnung, dass sich unter ihnen der berühmte Haken befindet, der den Träger unsichtbar macht. Sogleich schlägt John das Große Buch auf, um darüber mehr zu erfahren, denn Unsichtbarkeit wäre wirklich eine absolute Seltenheit und könnte bestimmt jegliche Talente übertreffen ...
2.15. (41) Die Froschplage (La multiplication des ennuis) 

Michael wünscht sich sehnlichst ein Haustier, was seine Mutter jedoch ablehnt, da sie meint, er habe keine Zeit, sich um es zu kümmern. In Nimmerland begibt sich der gesamte Indianerstamm auf Kräutersuche, wobei der Häuptling jemanden braucht, der sich um ein blaues Froschweibchen kümmert. Sofort meldet sich Michael als Freiwilliger, denn er will zeigen, dass er sorgenvoll seine Pflichten gegenüber anderen Lebewesen erfüllen kann und sich somit sein Haustier verdient. Im verlassenen Dorf haben Peter und die verlorenen Kinder ihre Beschäftigung und bald legt der Frosch sich schlafen. Da das kleine Tier nun seine Ruhe braucht kann Michael bei ihm nichts mehr anfangen und schließt sich deshalb seinen Freunden an, ohne auch nur irgendeine Kleinigkeit vergessen zu haben ...
2.16. (42) Ein geschwätziger Vogel (Trahison) 

In Nimmerland tritt regelmäßig die Möglichkeit auf, dass sich eine magische Barriere öffnen kann, die das schwarze Monster Noctraum davon abhält nach draußen zu gelangen. Jedes Mal wird einer der Indianer auserwählt, die sieben Diamanten einzusammeln, die benötigt werden, um die Öffnung der Barriere zu verhindern. Diesmal ist Tiger Lily an der Reihe. Sie bekommt einen Traumfänger, der ihr den Weg zu den Diamanten weist und zusammen mit Peter und den Darlings machen sich alle auf den Weg. Jedes Mal, wenn sie am entsprechenden Ort ankommen, müssen die Kinder feststellen, dass ihnen jemand zuvor gekommen ist ...
2.17. (43) Die große Schatzjagd (Rebelles) 

In der Schule werden Sportmannschaften gebildet, wobei Wendy unzufrieden feststellen muss, dass sie nicht mit im Team ist. Sie will John nicht glauben, dass die Tatsache, dass sie ein Mädchen ist, der einzige Grund dafür sei. Nachdem Peter sie nach Nimmerland mitnimmt findet bei den Indianern eine Schatzjagd teil und in Form von Dreierteams müssen alle bestimmte Gegenstände besorgen. Wendy weiß sofort, was dabei zu tun ist. Da von den Indianern Lily die einzige ist, die in kein Team aufgenommen werden konnte, weil in jedem bereits drei Personen sind, beschließt Wendy mit ihr zusammen zu sein und nimmt ebenfalls Tinker Bell hinzu, um somit nur mit Mädchen zu sein. Dabei gründet John ein Team mit Michael und Peter, also ein reines Jungen-Team. Während der Suche schaffen es beide Teams nach und nach die Gegenstände zu finden und Hindernisse zu überqueren und dabei sind alle flink, körperlich begabt, einfallsreich und zu guter Letzt erfolgreich, so dass schließlich Teamwork gefragt wird und alle dabei mithelfen, egal ob Indianer, Bewohner der realen Welt, Mädchen oder Junge ...
2.18. (44) Sinfonie der Sterne (Les sphères tourneboulées) 

Um in Nimmerland die Nacht zum Tage zu machen, muss ein bestimmtes Orchester spielen und exakt die Sinfonie der Sterne wiedergeben. Nur ein kleiner Fehler würde genügen, damit alles in ewiger Dunkelheit versinkt ...
2.19. (45) Die Monstertür (Petit pour toujours) 

Die gefährliche Monstertür, die einst von Peter und seinen Freunden gefangen genommen und unschädlich gemacht wurde (Folge: Michaels Alptraum), schafft es, sich zu befreien und kann sich wieder frei bewegen. Zur gleichen Zeit ist Michael unzufrieden, dass zu Hause alle von ihm erwarten, reifer zu sein, dass er kurzerhand beschließt, Nimmerland nie mehr wieder zu verlassen und auf ewig ein Kind zu bleiben. John und Wendy wollen alleine untereinander ausmachen, wie sie ihren kleinen Bruder von der Idee abbringen können, worauf plötzlich die Monstertür erscheint ...
2.20. (46) Johns Totemtier (Malin comme un singe) 

Es findet eine Indianerzeremonie statt, bei der ein Tier erscheint, das sich von den anwesenden Menschen jemanden aussucht, dessen Totemtier es sich zu sein wünscht. Es ist ein hellblaues Äffchen, das für sich John auserwählt. Leider entwickelt sich deren erste Begegnung zu einem Missverständnis und bald ist der Affe unzufrieden und läuft weg. Nun ist es Johns Aufgabe ihn wieder zu finden und Frieden zu schließen ...
2.21. (47) Wassernot in Nimmerland (La fée des Eaux) 

Die Urquelle in Nimmerland ist endgültig ausgetrocknet und schließlich schafft es der Schatten des dort herrschenden Monsters, das Eindringlinge aus der Höhle beseitigt, sich vom Körper zu lösen und ins Freie zu dringen. Der Häuptling arbeitet mit seinem Stamm und den verlorenen Kindern daran, den Weg frei zu machen, während Peter mit den Darlings unterwegs ist, um den Schatten einzufangen und ihn in die Höhle zurückzubringen. Woanders sind die Meerjungfrauen sehr besorgt, denn ihre Lagune droht genauso wie alles andere, das ganze Wasser zu verlieren. Sie brauchen die Hilfe der Kinder, was für sie, mit dem bei sich bekannten Misstrauen, jedoch schwer zu erreichen ist ...
2.22. (48) Puppentheater (Jeux d'enfants) 

Jaro hat es geschafft, dem Indianerhäuptling eine Schatulle zu stehlen, in der sich Puppen befinden die die Bewohner von Nimmerland darstellen. Hook plant damit alle unter seine Kontrolle zu kriegen und somit Herrscher der Insel zu werden. Da aber leider niemand auf der Jolly Roger weiß, wie man sie aktiviert, kann der Käpt’n nichts mit ihnen anfangen und wirft sie deshalb als Abfall über Bord ...
2.23. (49) Wendy verzettelt sich (Wendy se disperse) 

Wendy hat viele Aufgaben zu bewältigen, zu viele. Schrittweise versucht sie, alles zu meistern, wozu sie jedoch viel zu müde ist und bald in einen tiefen Schlaf sinkt. Sie hat davor gar nicht wahrgenommen, dass dies direkt unter einer Trauerweide passiert ist, unter deren Einfluss einem die Wünsche im Traum wieder erscheinen und sich dieser wiederum in Nimmerland wirklich abspielt ...
2.24. (50) Die Nimmerland Prophezeiung, Teil 1 (La prophétie de Neverland - partie 1) 

Michael kommt sich sehr überflüssig vor, weil ihn zu Hause nie einer beachtet und ihn als nutzlos bezeichnet. In Nimmerland tun die Bewohner nur dasselbe, so dass er die anderen verlässt und in den Wald geht. Dort trifft er auf Sienna, die ihm mitteilt, ganz Nimmerland würde vor einer schrecklichen Apokalypse stehen. Es gäbe nur eine Möglichkeit, alle vor diesem Unheil zu bewahren, nämlich in dem Großen Buch nach Hilfe zu suchen und darauf die entsprechenden Schritte tun. Dies könnte für Michael die Chance sein, sich endlich als nützlich zu erweisen, weshalb er schleunigst das Buch besorgt und bereit ist, Nimmerland und alle dortigen Bewohner, vor dem Unheil zu bewahren ...
2.25. (51) Die Nimmerland Prophezeiung, Teil 2 (La prophétie de Neverland - partie 2) 

Peter und die anderen sind hinter das Geheimnis gekommen, dass ein Wesen, namens Barrum, das dazu fähig ist, alle Wünsche zu erfüllen, einen jeden allmächtig machen kann, wenn man nur der Träger seines Aufenthaltsortes wird, nämlich einer großen Muschel. Die Kinder tun alles, um die Muschel nicht in die falschen Hände fallen zu lassen und demjenigen die Möglichkeit der Wünsche als auch der damit verbundenen grenzenlosen Macht, unmöglich zu machen. Leider hatten sie davor den Fehler gemacht, Michael schon wieder zu isolieren und ihm einzureden, er sei völlig nutzlos und niemandem eine Hilfe, so dass in Folge letzten Endes doch jemand zum Träger der Muschel und somit Meister des Wunsch erfüllenden Wesens wird. Und dies ist niemand anderes als der kleine Michael ...
2.26. (52) Die Nimmerland Prophezeiung, Teil 3 (La prophétie de Neverland - partie 3) 

Obwohl Michael sich nun alles wünschen kann, hatte er nie vor Herrscher von Nimmerland zu sein oder jemandem was anzutun. Gerade als er bereit ist, seine Wünsche wieder rückgängig zu machen, erscheint plötzlich Käpt’n Hook und schafft es die Muschel zu übernehmen. Mit einer solchen Macht bringt er als erstes seinen ärgsten Feind, Peter Pan, in seine Gewalt. Darauf fordert er von Barrum, ihm die Wünsche auf die von ihm erwartete Art zu erfüllen, ansonsten wird er seinem kleinen Meister Michael und all den anderen Freunden ihren Untergang sichern. Somit ist Hook unbesiegbar und alle müssen sich ihm unterwerfen. Zusammen mit seiner Piratenmannschaft als auch Peter als Gefangenen und Zeugen, zieht er los, um ganz Nimmerland zu erobern.

## Veröffentlichungen
In Deutschland erschienen nach der Erstausstrahlung jeder Staffel alle Folgen auf DVD und Hörspiel-CDs. Die erste Staffel wurde in Form einzelner DVDs, mit jeweils 3 Folgen auf einer DVD und 2 Folgen auf der letzten veröffentlicht. Die zweite Staffel besteht aus zwei Boxen, wobei auf jeder eine Hälfte der Staffel ist, auf jeder 13 Folgen.